# Beach Soccer palavasien
Le BS Palavas est un club français de beach soccer.
Quatrième et troisième du challenge national lors de ses premières participations, le club est finaliste en 2012.

## Histoire
Christophe Touchat créé le « CE Palavas beach soccer » en 2008 avec six joueurs dans l’effectif. Il devient président et entraîneur du club palavasien. Sur les deux premières années du Championnat de France de beach soccer, le club finit respectivement quatrième et troisième.
Pour le Championnat de France 2010, le club est repêché pour la phase finale pour la qualité de son organisation et surtout son fair-play, elle finit 4e. Après cette première saison ponctuée par la participation à la phase finale, le club étoffe sont groupe.
En 2011, après un parcours parfait dans la phase de qualification, le club se qualifie pour la phase finale. Mais celui qui s'appelle alors le CEP Palavas est à nouveau repêché en qualité de meilleur second à la suite du forfait de l'équipe corse. L'équipe entrainée part Christophe Touchat et Koïc Wagon échoue à la 3e place,.
Le club quitte alors le CE Palavas et prend son indépendance sous le nom de « Beach Soccer palavasien ». Sous le numéro de préfecture W 343013198, Christophe Touchat déclare alors. « La naissance de l’association axée uniquement  sur le beach-soccer est effective depuis le 10 septembre 2011. (...) Le BSP (...) et participera activement aux divers championnats avec deux équipes seniors mais également avec une équipe de 17 ans et une de 13 ans pour assurer la relève. En deux jours une quarantaine de joueurs ont signé, on a pratiquement fait le plein ».
En 2012, l'équipe comporte 31 membres. Ils se qualifient en quart de finale du Championnat de France contre l’équipe vendéenne du FC Essartais par onze buts à trois. En demi-finale, le BSP retrouve les Réunionnais du Saint-Pauloise FC, l’équipe de l'international français Jérémy Basquaise, pour ce qui ressemble à une finale avant l’heure. Jamais plus d’un but d’avance n'est pris par une équipe durant l'affrontement et les palavasiens égalisent à trois minutes du terme. Ils marquent trois buts dans les derniers instants du match et se qualifie pour leur première finale. En finale contre Marseille Bonneveine, le champion en titre, et dans un contexte parfois difficile, le BS Palavasien s’incline trois buts à deux dans la dernière minute.
Début 2013, Christophe Touchat prend du retrait, accusant la trop lente évolution du beach soccer en France.
En février 2013, Montpellier HBS naît sur les restes du club de Palavas.

## Palmarès

### Titres et trophées
- Championnat de France
  - Finaliste : 2012
  - 3e : 2011
  - 4e : 2010

### Bilan par saison
| Année | Championnat de France | Championnat du Languedoc-Roussillon | Championnat de l'Hérault |
| ----- | --------------------- | ----------------------------------- | ------------------------ |
| 2010  | 4e                    |                                     |                          |
| 2011  | 3e                    |                                     |                          |
| 2012  | Finaliste             |                                     |                          |

## Personnalités

### Entraineurs
- 2008-2012 :  Christophe Touchat

### Joueurs notables
Après les bons débuts du club, Ghyslain Touchat, Robin Gasset, Julien Soares, Anthony Barbotti et Anthony Fayos sont appelés en équipe de France avant la fin de l'année 2011.
- Frédéric Mendy

Pour le Championnat de France 2010, l'effectif du club est composé de 12 membres : Ghyslain Touchat, Julien Soares, Anthony Barbotti, Anthony et Jérémy Fayos, Cyrille Toufou, Kamel El Mahrouk, Robin Gasset, Teddy Blanco, Mickaël Primaut, Yohan Remery, Édouard Galinet.